# Česká sekce v Nîmes
Česká sekce v Nîmes je politicko-kulturní a edukativní projekt francouzsko-české spolupráce. V rámci něj se desítky mladých Čechů a Češek vzdělávají ve Francii po dobu střední školy, kde své studium zakončí francouzskou maturitní zkouškou (tzv. baccalauréat). Sesterská sekce je zřízena ještě v Dijonu, kde Češi navštěvují Lycée Carnot. V Dijonu studují i chlapci, zatímco Nimes je dnes pouze sekcí dívčí. Financování těchto sekcí zajišťují Velvyslanectví Francouzské republiky v ČR, města Nîmes a Dijon, krajské rady regionů Languedoc-Roussillon a Burgundsko a od školního roku 2011/2012 i rodiče studentů částkou 1000 euro na rok. Předtím bylo toto studium prakticky bezplatné.

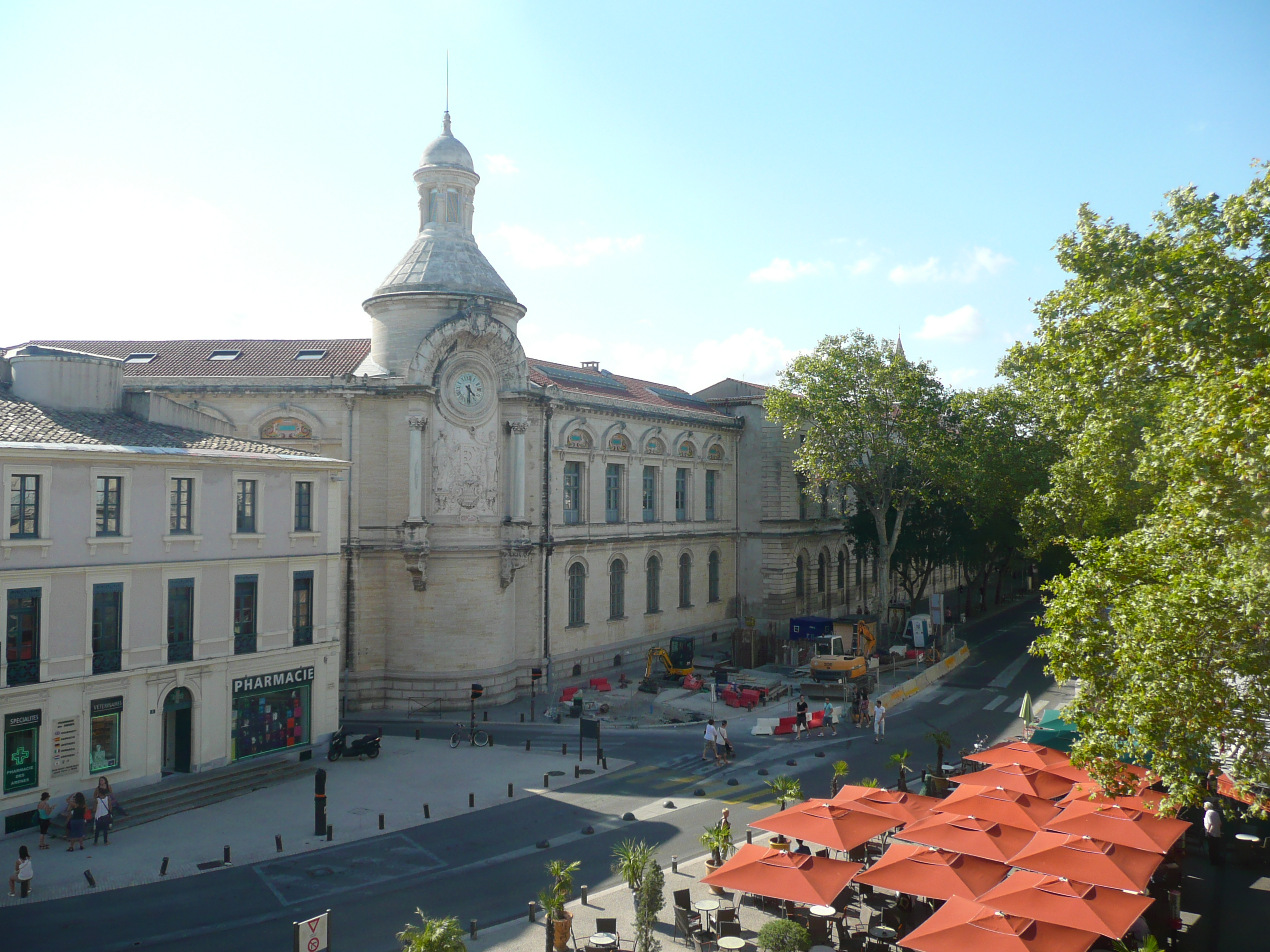
Lycée Alphonse Daudet a boulevard Victor Hugo

## Historie
Lycée Alphonse Daudeta přijímá a ubytovává české studenty už od roku 1924. Během dlouhé historie sekce došlo k několika přerušením těchto pobytů českých studentů, později i studentek. První impuls k vytvoření této sekce dal ve dvacátých letech Ernest Denis, francouzský historik, politik a slavista, který napsal několik děl o Čechách a Moravě.
Zavření a znovuotevření sekce mapuje vývoj dějin, jak evropských, tak zejména českých (resp. československých) ve dvacátém století. Poprvé byla sekce zavřena v letech 1939–1946, kvůli druhé světové válce. Nicméně po obnovení této tradice v roce 1946, studium Čechoslováků v Nîmes nemělo dlouhé trvání. Po roce 1948 byla sekce s nástupem komunistického režimu zavřena, a to až do mírného uvolnění zahraniční politiky vůči západu na konci 70. let 20. století. Sekce zažila krátkou periodu oživení v letech 1969–1973. Definitivní propojení Československa (od roku 1993 České republiky) se datuje od roku 1990, tedy téměř ihned po Sametové revoluci. Na těchto etapách je zřejmé, že oba národy měly vždy zájem o obnovení vztahů a vzájemných kontaktů a snažily se o sbližování, kdykoli to bylo z hlediska dějin a událostí možné. V současné době studuje v Nîmes 12 dívek, 4 v každém ročníku.

## Lycée Alphonse Daudeta

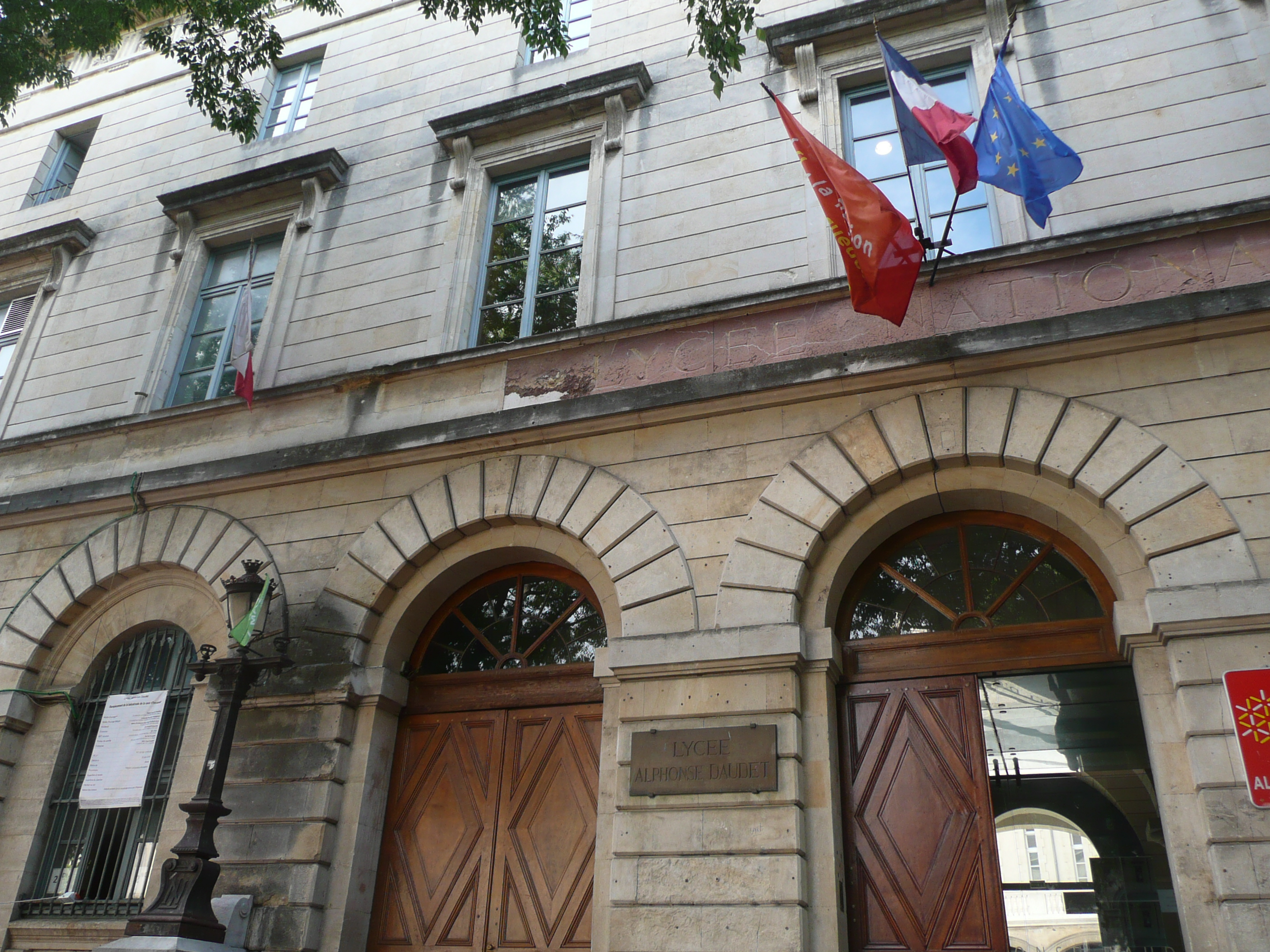
Vstupní brána do Lycea s českou a francouzskou vlajkou

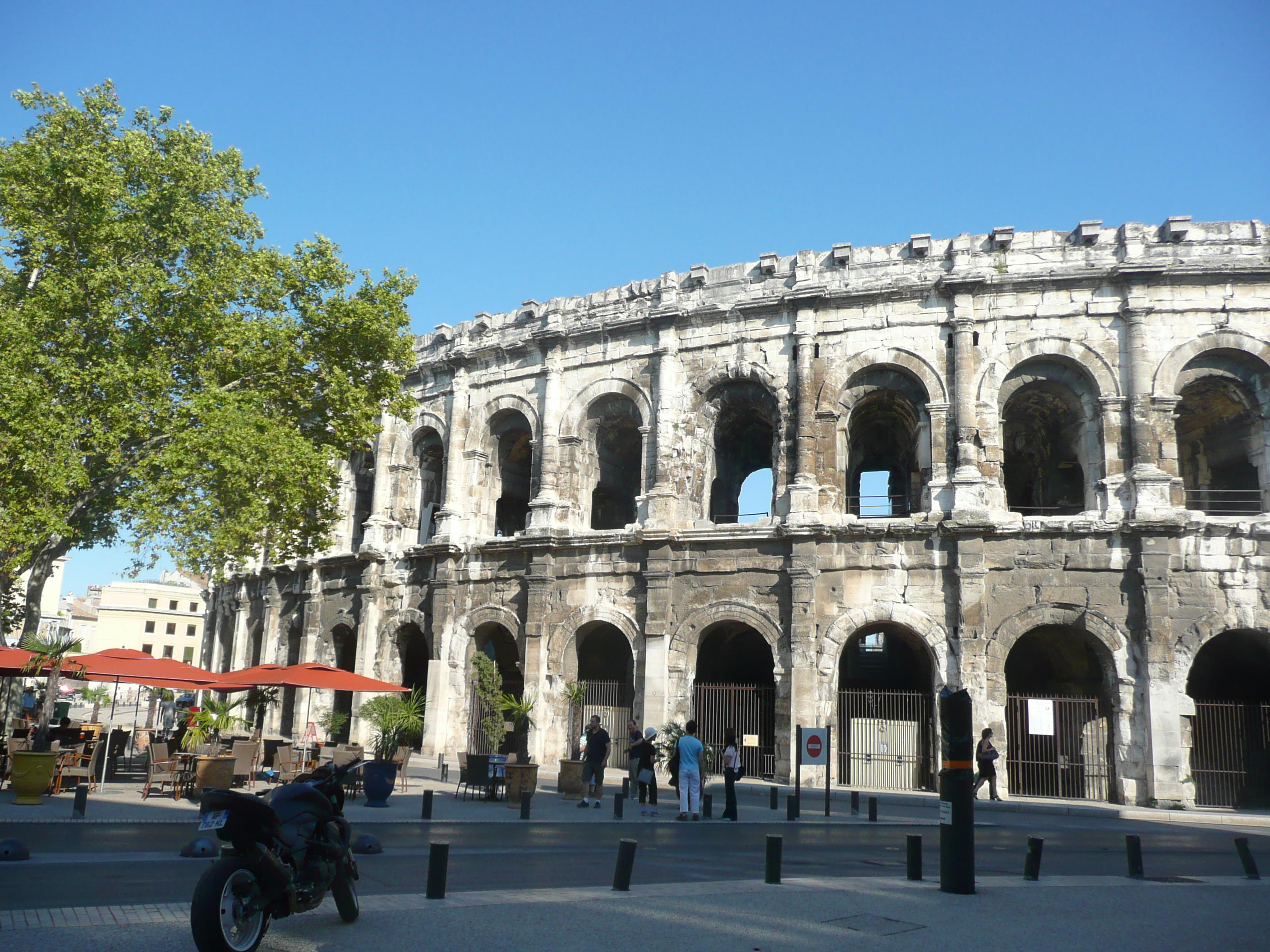
Antické arény naproti Lyceu

Lycée Alphonse Daudeta přijímá české studenty od ročníku seconde až do terminálu. Seconde odpovídá českému prvnímu ročníku střední školy, terminál potom ročníku maturitnímu, přičemž francouzské lycée se studuje jen tři roky.
Samotná škola spadá pod Académie Montpellier. Montpellier je metropole regionu Languedoc-Roussillon a univerzitní město. Lycée se nachází v samém historickém centru Nîmes, v blízkosti antické arény, a nabízí některým studentům i internát, na kterém bydlí i české studentky. Budova lycea má pestrou historii. Byla využívána jako hospic, nemocnice, „Palác umění“ a až na konci 19. století zde bylo zbudováno státní chlapecké gymnázium. Jméno dostalo v roce 1966 po Alphonsi Daudetovi, francouzském spisovateli, který se v Nîmes narodil. Dnes je budova lycea na seznamu historických památek.

## Život a studenti

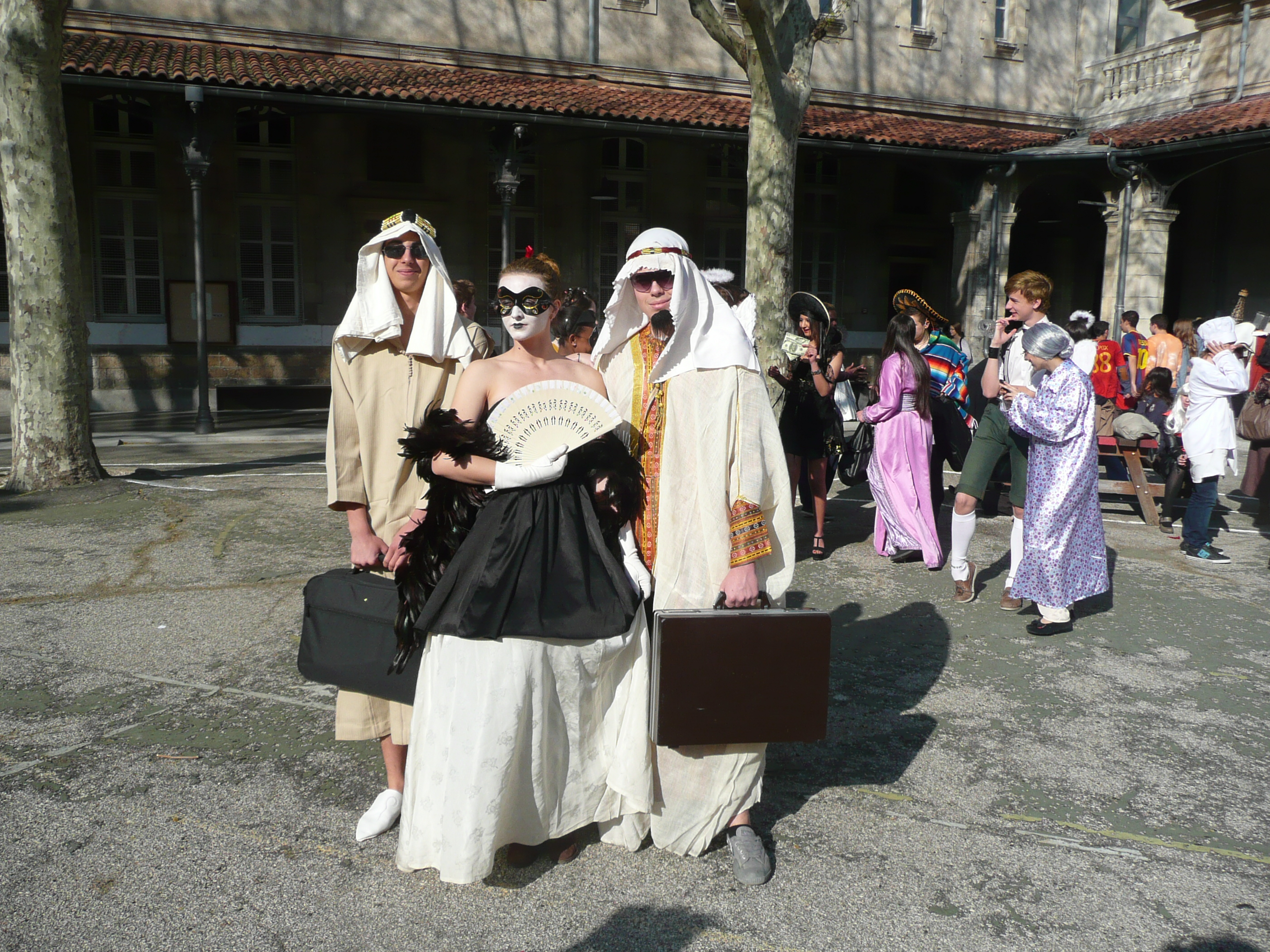
Studenti Daudeta v den karnevalu

Studenti jsou pro české sekce vybíráni velmi selektivním řízením, které má dvě kola. Po odeslání písemné přihlášky a vyplnění formulářů následují písemné testy a nakonec s hrstkou vybraných i pohovor, kterého se účastní zástupci francouzských škol.
Studenta, který uspěl, čeká v září trochu jiný školní systém a zvyky. Ve Francii jedna vyučovací hodina trvá 55 minut a přestávky jsou většinou pětiminutové. Vyučování začíná v osm a končí v šest hodin večer, především proto, že mezi jednotlivými hodinami může mít žák docela velké pauzy. Je tedy například možné mít odpolední vyučování jen od čtyř do šesti a podobně. Studenti ve škole bydlí a stravují se. Na obou lyceích je k dispozici česká asistentka, která vyučuje český jazyk a literaturu, aby studenti mohli odmaturovat i z češtiny a studium bylo kompletně nostrifikované i v Česku. Během školního roku ve Francii mají studenti zhruba čtvery dvoutýdenní prázdniny, během nichž jezdí většinou domů. Poslední důležitý rozdíl spočívá v tom, že Francouzi maturují v předposledním ročníku z francouzského jazyka a jednoho dalšího předmětu a v posledním ročníku ze všech ostatních předmětů.